# Dave Goelz
Dave Goelz (Burbank, Californië, 16 juli 1946) is een Amerikaans poppenspeler die bekend is van zijn werk met Jim Hensons Muppets, met name door zijn personage Gonzo.
Zijn overige Muppet-karakters zijn onder meer Dr. Bunsen Honeydew, Zoot en conciërge Beauregard. Daarnaast speelde hij Bobby en Reizende Oom Roel in De Freggels. Volgens Jim Henson was Bobby gebaseerd op een uitspraak van Dave Goelz tijdens de productie van The Muppet Show. Ook speelde Goelz de Fizzgigs in de film The Dark Crystal en de Netflix-serie The Dark Crystal: Age of Resistance. Goelz zei dat hij slechts tijd over had om zich druk te maken over de was en de dood.

## Werk voor Henson Associates
In 1973 werd Goelz een deeltijdbaan aangeboden als poppenmaker bij Henson Associates. Vanaf herfst 1974 werkte hij voltijds voor Henson, hij maakte Animal, Floyd Pepper en Zoot. De laatste werd zijn eerste eigen personage.
In 1976, het eerste seizoen van The Muppet Show, voegde Henson hem toe aan de groep hoofdpoppenspelers en gaf hem de rol van Gonzo. Goelz had in feite geen ervaring en was onzeker over zijn capaciteiten. Gonzo is in het eerste seizoen dan ook nog een zenuwachtige, zielige mislukkeling. Omdat Goelz steeds meer zelfvertrouwen kreeg, groeide zijn personage uiteindelijk uit tot een maniakale, zelfverzekerde stuntman.
Na Hensons overlijden in 1990 nam Goelz in 1992 de pop Waldorf van hem over. Een bijkomend gevolg van Hensons dood en het feit dat collega-poppenspeler Frank Oz zich meer op regisseurswerk zou richten, was dat Gonzo en zijn sidekick Rizzo de rat – en daarmee Goelz en Rizzo-speler Steve Whitmire – enkele van de prominentste Muppet-figuren werden.